# 李文贵
李文贵，西夏军事将领，党项族。
李文贵官至教练使。天授礼法延祚五年（1042年）六月，大臣野利旺荣被宋朝知青涧种世衡施以离间计，李元昊怀疑，派他假称野利旺荣之意回报种世衡。宋朝鄜延经略使庞籍怀疑有诈，留他在宋境不让他回国。夏宋定川寨之战后，两国想要议和。天授礼法延祚六年正月，李文贵奉宋仁宗召，回到夏国说和。二月，到达夏国，李元昊再派他以野利旺荣等书赴宋议和。四月，与六宅使伊州刺史贺从勋至宋上书仁宗，称男纳款。